# Zack Steffen
Zackary Thomas Steffen  (Coatesville, 2 april 1995) is een Amerikaans voetballer die als doelman speelt. Hij verruilde Columbus Crew in juli 2019 voor Manchester City. Steffen debuteerde in 2018 in het Amerikaans voetbalelftal.

## Clubcarrière
Steffen speelde in de jeugd van West Chester United, FC DELCO en Philadelphia Union, waarna hij tijdens zijn collegejaren uitkwam voor Maryland Terrapins. SC Freiburg haalde hem in januari 2015 naar Europa, voor het tweede elftal. Nadat een doorbraak bij het Duitse team uitbleef, keerde Steffen in juli 2016 terug naar Amerika. Hier werd hij ingelijfd door Columbus Crew. Dat liet hem het seizoen afmaken bij Pittsburgh Riverhounds in de United Soccer League. Steffen ging in 2017 fungeren als eerste doelman van Columbus Crew en speelde zo twee seizoenen in de Major League Soccer.
Steffen tekende in juli 2019 bij Manchester City, dat hem meteen voor een jaar verhuurde aan Fortuna Düsseldorf. Hiervoor keepte hij in vijf maanden zeventien wedstrijden in de Bundesliga. Daarna stond hij acht maanden aan de kant vanwege knieproblemen. Steffen fungeerde in zowel 2020/21 als 2021/22 bij City als reservedoelman achter Ederson. Hij speelde in beide seizoenen één keer in de Premier League. Hij was in allebei die jaren wel de eerste doelman van City in de League Cup en de FA Cup. Hij won in die hoedanigheid in 2020/21 die eerste beker. Manchester City verhuurde Steffen gedurende 2022/23 aan Middlesbrough. Daarvoor speelde hij dat seizoen 42 van de 46 speelronden in de Championship. Zijn ploeggenoten en hij bereikten de play-offs voor promotie naar de Premier League, maar kwamen daarin niet voorbij Coventry City.

## Interlandcarrière
Steffen maakte deel uit van verschillende Amerikaanse nationale jeugdselecties vanaf Verenigde Staten –18. Hij nam met Verenigde Staten –20 deel aan zowel het CONCACAF-kampioenschap –20 van 2015 als het WK –20 van 2015. Hij reisde twee jaar eerder ook met het Amerikaanse team af naar allebei deze toernooien, alleen was hij toen reservedoelman achter Cody Cropper.
Steffen debuteerde op 29 januari 2019 in het Amerikaans voetbalelftal. Bondscoach Dave Sarachan liet hem toen een helft keepen tijdens een oefeninterland tegen Bosnië. Datzelfde jaar keepte hij nog vijf volledige interlands. Steffen was eerste doelman van de Verenigde Staten op de Gold Cup 2019, zijn eerste eindtoernooi. Zijn ploeggenoten en hij bereikten de finale, maar verloren daarin van Mexico. Hij won met de Verenigde Staten de CONCACAF Nations League 2019/20. Deze keer versloegen zijn landgenoten en hij Mexico in de finale.

## Erelijst
| Competitie              |                 |                  |                 |                 |
| Competitie              | Aantal          | Jaren            |                 |                 |
| Manchester City         | Manchester City | Manchester City  | Manchester City | Manchester City |
| ----------------------- | --------------- | ---------------- | --------------- | --------------- |
| Premier League          | 2x              | 2020/21, 2021/22 |                 |                 |
| EFL Cup                 | 1x              | 2020/21          |                 |                 |
| Verenigde Staten        |                 |                  |                 |                 |
| CONCACAF Nations League | 1x              | 2019/20          |                 |                 |